# 憤怒鳥大電影2
《憤怒鳥玩電影2：冰的啦！》（英語：The Angry Birds Movie 2）是一部2019年芬蘭、美國合拍的3D電腦動畫喜劇電影，改編自遊戲《憤怒鳥》，為2016年電影《憤怒鳥大電影》的續集，由瑟罗普·范·奥尔曼和約翰·賴斯執導，哥倫比亞影業、Rovio動畫和索尼動畫製作。
電影2019年8月14日在美國上映，由索尼影視娛樂發行。

## 故事大綱
猪城重建以后，猪与鸟间的恶作剧战争永不休止。直到有一天，一块大冰球突然袭击猪岛附近海域，猪王Leonard发现这是第三座岛鹰岛所为，这让他们被迫与鸟休战。鸟岛方面，Chuck和Bomb让Red参加一个快速约会活动，Red遇见了Chuck的妹妹Silver。她是小鸟学院杰出的工科生，却不受同学重视。在这次约会她认为Red与她不相容，Red愤而离场，回到家中。Leonard突然访问他家，告诉他两座岛遭遇的危险，劝说他组成一个团队来对抗那座岛的袭击。Bomb、Chuck、无敌神鹰和Silver相继加入队伍。神鹰在谈到鹰岛和鹰岛首领Zeta时表现反常，Red则处处挖苦Silver。他们在神鹰洞穴开了一场秘密会议，但此时一块冰球击中山顶，他们逃了出去，那座山却倒塌了。看到这一场景的Zeta很欣喜，然后她决定制造威力更大的熔岩球。
他们告诉猪岛和鸟岛的居民他们不需要撤离岛屿，然后乘坐潜艇到达鹰岛。出舱后神鹰坦白Zeta是他因胆怯而抛弃的前未婚妻，然后逃回了鸟岛。剩余鸟猪准备使用“特洛伊木鹰”，但Red坚持自己作战，Silver决定跟随他以避免意外。他们爬上火山口，侵入武器基地，却没能关闭武器，反而被鹰守卫抓走了。在假鹰里的其他鸟猪在厕所夺取门禁卡后正面进入基地，其滑稽动作让所有守卫与其比赛霹雳舞。但由于意外假鹰的皮被扯破，他们只好在守卫不注意时撤出基地。
同时，三只雏鸟Zoe、Sam-Sam和Vincent在鸟岛海滩上扮演Red和猪猪们争夺鸟蛋，却因为意外导致鸟蛋被海浪冲走，他们划船找回后，却又一次因意外导致鸟蛋最后掉落在一座居住着蟒蛇的小岛上。他们击败了蟒蛇，夺回了蛋准备回家，却意外地漂到了猪岛。三只幼猪和他们一起乘热气球旅行。
Red和Silver手脚被冰块束缚，被固定在充气座椅上。Zeta告诉他们她的计划，然后在两座岛的城区发射冰球，随后离开。Red回想起他承诺平民的画面，向Silver承认错误。Silver安抚了他，然后使用其头发给座椅放气，与队伍会合。会合后，Red认为应该把指挥权交给Silver，然后她想出了一个毁灭武器的办法。
她让Chuck关闭监控系统、Bomb引开守卫、猪猪们拨动开关倾斜轨道，自己和Red放入冰球，凭借倾斜轨道抛出并击中武器。结果开关把手断裂，猪猪只好用一个道具弹起冰球，最后冰球没有命中武器要害，整个队伍都被Zeta和守卫围住。
就在Zeta准备发射熔岩球时，神鹰突然出现，向Zeta坦白自己的过错，但Zeta不断地骂他，并把他们的女儿Debbie展示给了他。同时神鹰的话给了Red灵感，认为可以使用Silver发明的超持久绳捆住武器发射口。Silver计算后让Chuck照做。Zeta最后按下了发射按钮，然而发射的熔岩球全部被超持久绳弹回。在绳子快断裂时，在鹰岛上空的雏鸟和幼猪帮忙抓住了绳子。熔岩球弹回后爆炸，摧毁了整个武器基地，大家被迫逃脱，逃脱时神鹰护住了他女儿免被金属板压死。Zeta看到这一幕也很感动，Debbie提议Zeta留住他。
最后，神鹰和Zeta在鸟岛举行婚礼，大家都说Red是英雄，但Red说英雄应该属于Silver，以及所有队伍成员，此无私举动让他更受称赞。鸟岛的山峰被雕刻成了众英雄的形象以作纪念。大家都在开派对庆祝，Red和Silver却因逐渐相爱，在山上独自约会。
三只雏鸟惊奇地发现他们夺回的其实是三颗蛇蛋。幼蛇孵化后母蛇赶来，与他们交换幼崽。结果因为疏忽这三只新生的雏鸟偷偷地划船出海探险，还向他们的姐姐道别。

## 角色
| 配音             | 配音     | 配音   | 配音   | 角色                                               |
| 美國             | 台灣     | 香港   | 大陸   | 角色                                               |
| ---------------- | -------- | ------ | ------ | -------------------------------------------------- |
| 傑森·蘇戴西斯    | 蔡阿嘎   | 吳業坤 | 劉北辰 | 銳德（Red），北美紅雀／沙漠紅雀                    |
| 喬許·蓋德        | 宋昱璁   | 泰臣   | 趙路   | 恰克（Chuck），乳白啄木鳥／金丝雀                  |
| 丹尼·麥克布萊德  | 尹仲敏   | 周柏豪 | 孟祥龍 | 砰伯（Bomb），林八哥／普通潜鸟／大安的列斯紅腹灰雀 |
| 萊絲莉·瓊斯      | 鄭仁麗   | 陳安瑩 | 張惠   | 麗塔（Zeta），食猿鵰                               |
| 比爾·哈德        | 林協忠   |        | 桂楠   | 李奧納德（Leonard）                                |
| 瑞秋·布魯姆      | 楊凱凱   | 馮盈盈 | 張琦   | 筋斗銀（Silver），皮爾隼                           |
| 奧卡菲娜         | 曾允凡   |        | 邵敏佳 | 寇特妮（Courtney）                                 |
| 斯特林·K·布朗    | Duncan   |        | 許棕哲 | 蓋瑞（Garry）                                      |
| 艾赫尼奥·德伯兹  | 于正昌   |        |        | 葛倫（Glenn）                                      |
| 彼得·丁拉基      | 孫誠     | 潘文柏 | 郭易峰 | 威猛鷹神（Mighty Eagle），白頭海鵰                 |
| 李利·萊爾·豪艾里 | 劉明勳   |        | 李元韜 | 布萊德·伊格爾伯格（Brad Eagleburge）               |
| 扎克·伍茲        | 孟慶府   |        | 張嘯霏 | 卡爾（Carl）                                       |
| 彼得·戴维森      | 陳彥鈞   |        | 張欣   | 傑瑞（Jerry）                                      |
| 貝克·貝內特      | 馬伯強   |        |        | 悍哥（Hank）                                       |
| 貝克·貝內特      | 傅品晟   |        | 張欣   | 艾力克斯（Alex）                                   |
| 德芙·卡梅隆      | 陳貞伃   |        | 孫羽婷 | 艾拉（Ella）                                       |
| 妮姬·米娜        | 理科太太 |        | 周帥   | 碧琪（Pinky）                                      |
| 布魯克琳·普林斯  | 葉惟甯   |        | 徐思琦 | 柔伊（Zoe）                                        |
| 喬喬·西瓦        |          |        | 何向東 | 傑（Jay）                                          |
| 格內西斯·田農    | 陳琳     |        | 沈念慈 | 葳葳（ViVi）                                       |
| 阿爾瑪·維爾薩諾  | 江禮言   |        | 張筱悠 | 珊珊（SamSam）                                     |
| 瑪雅·魯道夫      | 汪世瑋   |        | 武向彤 | 白公主（Matilda），母鸡                            |
| 托尼·海爾        |          |        | 陸柏宇 | 啞劇（Mime）                                       |
| 安東尼·帕迪亞    | 陳彥鈞   |        |        | 哈爾（Hal），翡翠綠巨嘴鳥                          |
| 蒂芬妮·哈戴許    | 陶敏嫻   |        |        | 黛比（Debbie）                                     |
| 柯琳·巴林傑      | 二伯     |        | 盧曉彤 | 羅克珊（Roxanne）                                  |
| 大衛·多布里克    |          |        | 戴海嘉 | 阿克塞爾（Axel）                                   |
| 蓋頓·馬塔拉佐    |          |        |        | 巴巴（Bubba）                                      |
| 艾力克斯・赫希   | 于正昇   |        |        | 史提夫（Steve Eagle）                              |
| 喬許·恩格爾      | 理科先生 |        |        | 男學生鳥（Dude Bird）                              |

## 發行
電影定於2019年8月16日上映，洽逢《憤怒鳥》發布的十年後。至於DVD版則於2019年10月29日推出。

### 評價
本片獲得的評價以正面居多，爛番茄根據106條評論，持有73%的新鮮度，平均得分5.7／10。在Metacritic上，電影獲得了60分。

## 外部連結
- 互联网电影数据库（IMDb）上《憤怒鳥大電影2》的资料（英文）
- Box Office Mojo上《憤怒鳥大電影2》的資料（英文）
- Metacritic上《憤怒鳥大電影2》的資料（英文）
- 爛番茄上《憤怒鳥大電影2》的資料（英文）
- AllMovie上《憤怒鳥大電影2》的资料（英文）
- 開眼電影網上《憤怒鳥大電影2》的資料（繁體中文）
- 时光网上《憤怒鳥大電影2》的資料（简体中文）
- 豆瓣电影上《憤怒鳥大電影2》的資料 （简体中文）